# Riancia longirostrum
Riancia longirostrum är en insektsart som beskrevs av Victor Antoine Signoret 1860. Riancia longirostrum ingår i släktet Riancia och familjen Nogodinidae. Inga underarter finns listade i Catalogue of Life.